# Thomas Nast
Thomas Nast, född 27 september 1840 i Landau in der Pfalz, Tyskland, död 7 december 1902 i Guayaquil, Ecuador, var en tysk-amerikansk karikatyr- och satirtecknare, ansedd som "Father of the american cartoon" (det amerikanska politiska karikatyrtecknandets fader).
Nast är bland annat krediterad för att han, under sin anställningstid som tecknare hos den amerikanska tidskriften Harper's Weekly, på 1870-talet ha skapat åsnan och elefanten som politiska symboler för USA:s demokratiska respektive republikanska parti, samt att ha varit med i gestaltningen av vår tids vitskäggige korpulente jultomte med tillhörande släde och renar.